# Николо-Пустынь
Николо-Пустынь — деревня в Зубцовском районе Тверской области России, входит в состав Княжьегорского сельского поселения.

## География
Деревня расположена в 5 км на юг от центра поселения села Княжьи Горы (Тверская область) и в 52 км на юго-восток от районного центра Зубцова. 

## История
В 1869 году вместо сгоревшей церкви из села Ивашково была перенесена деревянная церковь и освящена во имя Святого Николая, метрические книги с 1802 года.
В конце XIX — начале XX века село входило в состав Краснохолмской волости Зубцовского уезда Тверской губернии. В 1888 году в селе было 77 дворов, земская школа, маслобойня, трактир, постоялый двор; промыслы отхожие: пастухи, извозчики, чернорабочие. Через Николу-Пустынь проходил почтовый и торговый тракт в Смоленскую губернию. 
С 1929 года деревня являлась центром Николо-Пустыньского сельсовета Погорельского района Ржевского округа Западной области, с 1935 года — в составе Калининской области, с 1960 года — в составе Зубцовского района, с 1994 года — центр Николо-Пустыньского сельского округа, с 2005 года — в составе Княжьегорского сельского поселения. 
До 2010 года в деревне работала Николо-Пустынская начальная школа.

## Население
| 1859 | 1888 | 1920 | 1997 | 2002 | 2010 |
| ---- | ---- | ---- | ---- | ---- | ---- |
| 390  | ↗452 | ↗514 | ↘149 | ↘119 | ↘113 |

## Инфраструктура
В деревне имеются детский сад, дом культуры, фельдшерско-акушерский пункт, отделение почтовой связи. 